# 时代漫画

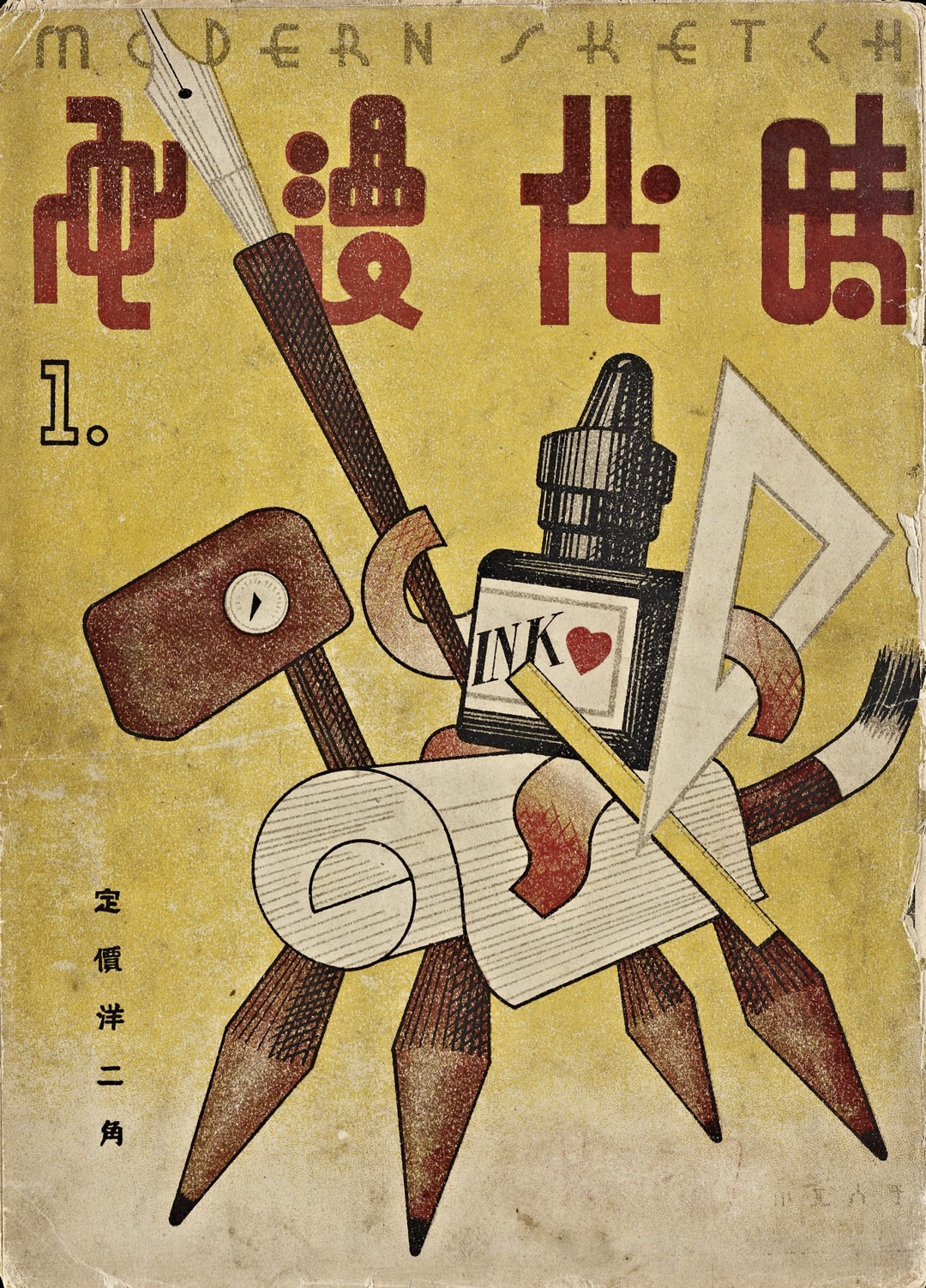
《时代漫画》杂志创刊号，1934年1月20日，由张光宇所作。

《时代漫画》（Modern Sketch）是一份民国时期的漫画杂志，于1934年创刊至1937年因抗战终刊。出版者为时代图书公司，创刊人为漫画家张光宇和鲁少飞。该杂志上刊登传统的讽刺漫画、都会写生和连环漫画等，作为民国时期漫画传播的一大平台，集结了一大批当时有名的漫画家如鲁少飞、张光宇、张正宇、曹涵美、叶浅予等，而廖冰兄、丁聪和华君武等也在刊中崭露头角。

## 概况
1934年张光宇与邵洵美组成时代图书公司，创办了《时代漫画》，由鲁少飞担任主编，于1937年终刊。由于当时正值日本进攻中国，因此书刊除了发表都会百态以外还发表宣传抗日的作品。

## 风格
以单幅的漫画为主，多为讽刺漫画，都会写生，人物速写。画面配上文字，以风趣幽默取胜。

## 连载漫画
- 《民间情歌》，张光宇
- 《改造博士》，鲁少飞
- 《金瓶梅》，曹涵美
- 《王先生》，叶浅予

## 参与其中的漫画家
鲁少飞、张光宇、张正宇、曹涵美、叶浅予、张乐平、胡考、张仃、特伟、丁聪、华君武、黄尧、廖冰兄等。

## 当时其他的漫画杂志
- 《上海泼克》，1918年，沈伯尘
- 《上海漫画》，1928年，张光宇，叶浅予
- 《漫画生活》，1934年
- 《漫画界》，1934年，鲁少飞，王敦庆
- 《独立漫画》，1935年，张光宇
- 《救亡漫画》，1937年，鲁少飞，王敦庆
- 《抗战漫画》，1938年，漫画宣传队

## 当时的漫画书
- 《子恺漫画》，丰子恺
- 《王先生》，叶浅予
- 《三毛从军记》，张乐平